# Pocho megye
Pocho egy megye Argentínában, Córdoba tartományban. A megye székhelye Salsacate.

## Települések
Önkormányzatok és települések (Municipios y comunas)
- Chancaní
- Las Palmas
- Los Talares
- Salsacate
- San Gerónimo
- Tala Cañada
- Villa de Pocho